# باهريات
الباهريات أو الفصيلة الأغافية (باللاتينية: Agavaceae) فصيلة نباتية ضمن رتبة الهليونيات من طائفة أحاديات الفلقة. تضم حوالي 24 جنسًا أهمها الأغاف ومسك الروم (الذي يشمل نباتات زينة مثل مسك الروم الدرني).
تتميز أوراق هذه الفصيلة بشكلها الخنجري. بعض نباتاتها عصارية.

## من أنواعها
- الأغاف
- مسك الروم
- اليوكا